# Prügy
Prügy község Borsod-Abaúj-Zemplén vármegyében, a Szerencsi járásban.

## Fekvése
A Taktaközben helyezkedik el, a Tisza jobb parti oldalán, a megyeszékhely Miskolctól 43 kilométerre keletre, Tokajtól körülbelül 15 kilométerre délnyugatra.
A közvetlenül határos települések: észak felől Szerencs és Mezőzombor, északkelet felől Tarcal, dél kelet felől Taktabáj, dél felől a folyó túlpartján fekvő Tiszadada, délnyugat felől Taktakenéz, északnyugat felől pedig Taktaszada és Bekecs; nyugat felől pontszerűen érintkezik még a határa Taktaharkányéval is.

### Megközelítése
Csak közúton közelíthető meg, Tarcal felől a 3617-es, Taktabáj, illetve Taktakenéz felől a 3621-es, Szerencs felől pedig a 3622-es úton.

## Története
Prügy és környéke már az őskorban is lakott volt. Árpád-kori település. Nevét egy Prud nevű ispánról kapta.
Prügy neve egykor Prügymonostra volt, és az Aba nemzetség birtokai közé tartozott, és itt e településen állt egykor a nemzetség által alapított monostor, Prügymonostora is.
1908 óta hívják Prügynek, azelőtt Pthrügy volt a neve.
A török időkben a lakosság a közeli mocsarakba menekült. Az első világháborút követő román megszállás alatt és 1944 őszén a település jelentős háborús károkat szenvedett. A község református templomának kertjében megközelítőleg 100 román és szovjet katona nyugszik. Emlékművüket 2007 augusztusában avatták fel.
Az 1950-es megyerendezésig Szabolcs vármegye Dadai alsó járásához tartozott.

## Közélete

### Polgármesterei
- 1990–1994: Erdei Sándor (független)[3]
- 1994–1998: Erdei Sándor (független)[4]
- 1998–2002: Erdei Sándor (független)[5]
- 2002–2006: Erdei Sándor (független)[6]
- 2006–2010: Boros-Leskó Géza (független)[7]
- 2010–2014: Erdei Sándor (független)[8]
- 2014–2019: Csehely Richárd (független)[9]
- 2019–2024: Csehely Richárd (független)[10]
- 2024– : Csehely Richárd (független)[1]

## Népesség
A település népességének változása:
| Lakosok száma | 2489 | 2488 | 2492 | 2396 | 2375 | 2411 | 2419 |
|               | 2013 | 2014 | 2015 | 2021 | 2022 | 2023 | 2024 |

2001-ben a település lakosságának 65%-a magyar, 35%-a cigány nemzetiségűnek vallotta magát.
A 2011-es népszámlálás során a lakosok 96,3%-a magyarnak, 34,5% cigánynak mondta magát (3,7% nem nyilatkozott; a kettős identitások miatt a végösszeg nagyobb lehet 100%-nál). A vallási megoszlás a következő volt: római katolikus 43%, református 36,8%, görögkatolikus 1,1%, felekezeten kívüli 7,5% (9,9% nem válaszolt).
2022-ben a lakosság 92%-a vallotta magát magyarnak, 14,6% cigánynak, 0,1-0,1% románnak, ruszinnak, lengyelnek és szlováknak, 0,5% egyéb, nem hazai nemzetiségűnek (7,9% nem nyilatkozott; a kettős identitások miatt a végösszeg nagyobb lehet 100%-nál). Vallásuk szerint 23,6% volt római katolikus, 25,3% református, 4,5% görög katolikus, 3% egyéb keresztény, 10,9% felekezeten kívüli (31,2% nem válaszolt).

## Látnivalók
- Móricz Zsigmond-ház (tájház) – Az író szülei 1884-ben költöztek Prügyre; Móricz Zsigmond 1888 - 1894 között élt itt, közben 1890-től Debrecenben tanult.
- Móricz-mellszobor
- Református templom
- Katolikus templom
- Millennium emlékmű (Szent Korona és Turul, Simorka Sándor és Ekker Róbert alkotása, 2001)[14][15]

## Ismert emberek
- Itt született 1886. december 7-én Móricz Miklós újságíró, szerkesztő, statisztikus, közíró, Móricz Zsigmond öccse.
- Itt született 1927. augusztus 20-án Szepessy István okleveles agrármérnök, a növénykórtan professzora, a felsőfokú, posztgraduális növényvédelmi szakmérnöki képzés és a növényvédelmi szakirányú mérnök magyarországi megalapítója.

## Környező települések
Csobaj (9 km), Taktabáj (6 km), Taktakenéz (4 km), Tarcal (10 km), a legközelebbi város: Szerencs (10 km).

## Közlekedés
A vasútvonal 760 mm nyomtávú volt, Szerencset kötötte össze Prüggyel 1971-ben megszűnt.

## Külső hivatkozások
- Prügy honlapja